# Autocharis munroealis
Autocharis munroealis là một loài bướm đêm trong họ Crambidae.